# Gaetano Colucci
Gaetano Nino Colucci (Salerno, 18 gennaio 1935 – Salerno, 12 novembre 2008) è stato un politico italiano.